# Robynn & Kendy
Robynn & Kendy，香港唱作女子組合，成員為Robynn Yip（葉中月，曾用名葉晴晴）和Kendy Suen（孫曉賢，原名孫䁱慧），2011年7月開始於影片分享網站YouTube發放改編及翻唱作品，以及於2014年曾參加《中国好声音》第三季成為楊坤戰隊八強學員，曾為環球唱片旗下歌手。

## 簡介

### Robynn & Kendy組合的誕生
2011年，Robynn與Kendy在一個音樂聚會中經友人介紹下認識，發覺彼此無論在音樂理念、熱誠、曲風以至聲線都不謀而合，二人自此便結下不解之緣。後來更一起製作改編歌曲，翻唱作品於YouTube上發放，與大眾分享她們的音樂。
2011年7月13日，她們於YouTube發放第一首翻唱作品《你是我的女人》，旋即大獲好評，受網民熱捧，熱爆網路。
二人曾於網路徵求組合名字，網民大多建議其組合名稱為「Robynn & Kendy」，兩人亦沿用至今。她們於各大小商場演出，於各表演場地如Backstage、Fullcup Music Cafe等舉辦小型音樂會，擔任歌唱比賽的表演嘉賓及接受各大傳媒的訪問，人氣逐步上升。

### 正式出道
2012年1月10日，她們宣佈加入環球唱片成為旗下歌手，正式在香港主流樂壇上出道。 出道後有繼續拍攝網上的影片，其中包括翻唱的影片和自家製的MV。
2014年年初，她們自己舉辦了『V計劃』－ 自己當導演，為《Sail Away》專輯拍攝了6首非主打歌的MV，整個拍攝過程都是她們和友人一起策劃、找場地、拍攝、和剪接，希望為自己的原創曲加上畫面。
2014年參加浙江衛視節目《中國好聲音》第三季，演唱《思念是一種病》和《說你愛我 x I Swear》晉級楊坤組8強。
2019年3月8日推出單曲《明陣》，是Robynn（葉中月）婚後重回工作軌道的第一擊。同年4月推出新曲+精選唱片《CURATIONS》。

### 暫時休團並各自發展
2020年3月31日推出單曲《紅白》，以紅白二事為題材。同日在接受叱咤903節目《叱咤樂壇》訪問時，確認Robynn & Kendy休團。當天為她們在環球唱片的最後一天工作，沒有續約。據作曲及填詞人藍奕邦所指，《紅白》於2019年開始製作時Robynn & Kendy尚未計劃休團。而歌曲製作完成後，因環球唱片慮及時值反對逃犯條例修訂草案運動爆發，歌名牽涉顏色相當敏感，一度計劃「雪藏」歌曲。
2020年6月18日，Robynn單飛後推出首支英文新歌《Lost Forever》。
同年8月3日，Kendy亦推出其個人首支新曲《如斯》。

## 音樂作品

### 音樂專輯（Robynn & Kendy時期）
- 曲目內粗體為派台歌

| 專輯 # | 專輯名稱                                | 專輯類型  | 發行公司        | 發行日期       | 曲目 |
| ------ | --------------------------------------- | --------- | --------------- | -------------- | --- |
| 1st    | Robynn & Kendy                          | 雙EP      | 環球唱片 (香港) | 2012年6月13日  | 曲目 CD 1 1. 翻牆 2. 不用太趕 3. 小說伴咖啡 4. 生活與生存 5. Sunset 6. 那些回憶（不用太趕國語版） CD 2 1. 你是我的女人 2. 怎麼捨得你 3. 思念是一種病（國） 4. 你不知道的事（國） 5. 那些年（國） DVD 1. MAKING OF 2. 翻牆 MV 3. 小說伴咖啡 MV 4. Sunset MV |
| 1st    | Robynn & Kendy (Dream Together Edition) | 雙EP      | 環球唱片 (香港) | 2012年7月17日  | 曲目 CD 1 1. 翻牆 2. 不用太趕 3. 小說伴咖啡 4. 生活與生存 5. Sunset 6. 那些回憶（不用太趕國語版） CD 2 1. 你是我的女人 2. 怎麼捨得你 3. 思念是一種病（國） 4. 你不知道的事（國） 5. 那些年（國） DVD Dream Together Live Part 1 1. 翻牆 2. 你著幾號鞋 3. 你是我的女人 4. 那些回憶（國） 5. 呼吸需要 6. 親在我心裡 7. 生活與生存 8. Sunset 9. 一百種生活 10. 找自己 11. 小說伴咖啡 12. MAKING OF 13. 翻牆 MV 14. 小說伴咖啡 MV 15. Sunset MV |
| 2nd    | Dear Diary                              | 雙EP      | 環球唱片 (香港) | 2013年2月21日  | 曲目 CD 1 1. 一顆星的故事 2. 無人島 3. 陶瓷娃娃 4. 或許 5. Say Goodbye CD 2 1. 有了你 2. 小明星 3. 海闊天空 4. 似水流年 5. Together DVD 1. 一顆星的故事 MV 2. 陶瓷娃娃 MV 3. Say Goodbye MV |
| 2nd    | Dear Diary (2nd Edition)                | 雙EP      | 環球唱片 (香港) | 2013年4月15日  | 曲目 CD 1 1. 一顆星的故事 2. 無人島 3. 陶瓷娃娃 4. 或許 5. Say Goodbye CD 2 1. 有了你 2. 小明星 3. 海闊天空 4. 似水流年 5. Together DVD 1. 一顆星的故事 MV 2. 陶瓷娃娃MV 3. Say Goodbye MV 4. 有了你（新城鑽動真情音樂會Live） 5. Flyaway（新城鑽動真情音樂會Live） 6. 陶瓷娃娃（新城鑽動真情音樂會Live） 7. 一顆星的故事（新城鑽動真情音樂會Live） |
| 3rd    | Sail Away                               | 大碟      | 環球唱片 (香港) | 2013年11月25日 | 曲目 1. Sail Away 2. 今天只講笑 3. La La La（Featuring Ghost Style） 4. 公主病死了 5. 到你（Feat. The Exchange） 6. 不痛不癢 7. 第十行星 8. Gonna Be Okay 9. Sail Away With Me 10. Gonna Be Okay（Instrumental） |
| 3rd    | 航海之旅（內地版）                      | 大碟      | 環球唱片 (香港) | 2014年3月      | 曲目 1. Sail Away 2. 今天只講笑 3. La La La（Featuring Ghost Style） 4. 公主病死了 5. 到你（Feat. The Exchange） 6. 不痛不癢 7. 第十行星 8. Gonna Be Okay 9. Sail Away With Me 10. Gonna Be Okay（Instrumental） |
| 4th    | Picturesque                             | 大碟      | 環球唱片 (香港) | 2014年10月28日 | 曲目 CD 1 - The Gallery 1. Not Just Another Girl 2. 降落傘 3. 蝶亂飛 4. 月湖 5. My Home 6. 一切很美只因有你（Bonus Track） 7. 手望/笑忘書 Medley（Bonus Track） 8. 找自己（國）（Bonus Track） CD 2 - The Scrapbook（Demo Versions） 1. Novel & Coffee（小說伴咖啡） 2. Sunset 3. Fly Away（無人島） 4. Stars（一顆星的故事） 5. Between The Lines（陶瓷娃娃） 6. Planet（第十行星） 7. 只剩下lalala（La La La） 8. BUTTERFLIES（蝶亂飛） 9. Girl After All（Not Just Another Girl） 10. Yéye（月湖） DVD 1. 月湖 MV 2. 降落傘 MV 3. 找自己 MV 4. Sail Away 5. 第十行星 6. 不痛不癢 7. 到你 8. 公主病死了 |
| 5th    | 如果·我不完美                           | 國語大碟  | 環球唱片 (香港) | 2015年9月16日  | 曲目 CD 1. 想怎樣（feat. 陳樂基 & 鄧小巧）(陶瓷娃娃國語版) 2. 碳粉知己（Say Goodbye國語版） 3. 我不完美 4. 如果一天有25小時 5. 我是傻瓜（La La La國語版） 6. 不想想你（不痛不癢國語版） 7. 那些回憶（不用太趕國語版） 8. 幸福好寂寞（月湖國語版） 9. 新一天（feat. 林奕匡） DVD 1. 想怎樣 MV 2. 我不完美 MV 3. 如果一天有25小時 MV 4. 新一天 MV (feat. 林奕匡) |
| 6th    | CURATIONS                               | 新歌+精選 | 環球唱片 (香港) | 2019年4月26日  | 曲目 CD1 1. 負攝石 2. 急救中 3. Shout n' Cry 4. 無敵 5. 未來紀念館 6. 世界對我們 7. 青春終老 8. 荷光 9. 明陣 CD2 1. 翻牆 2. 不用太趕 3. 小說伴咖啡 4. 生活與生存 5. Sunset 6. 一顆星的故事 7. 陶瓷娃娃 8. 或許 9. Say Goodbye 10. Sail Away 11. La La La（Featuring Ghost Style） 12. 公主病死了 13. 不痛不癢 14. 第十行星 15. Gonna Be Okay 16. 蝶亂飛 17. 我不完美（國） |

### 歌曲創作（Robynn & Kendy時期）
- 2010年：楊千嬅 - 呼吸需要（Kendy作曲）
- 2013年：麥家瑜 - 我愛大商場（Robynn 作曲）
- 2015年：馮允謙 - 飛星雨（作詞）
- 2015年：李克勤 - 簡單美（Kendy作曲、作詞）
- 2015年：楊千嬅 - 房間號碼（Kendy作曲）
- 2017年：馮允謙 - 楓葉書籤（作詞）
- 2017年：泳兒 - 愛如雪（Kendy、黃安弘作曲）
- 2018年：黃紫藍 - 可惜只是男朋友（Kendy、Cousin Fung作曲）
- 2019年：孫慧雪 - 幸福的錯覺（Robynn、鍾婉芸、佳旺作曲）

### 派台歌曲成績
註：以個人名義的派台歌，請參閱Robynn Yip及Kendy Suen的頁面。
| 派台歌曲成績（四台）       | 派台歌曲成績（四台）   | 派台歌曲成績（四台） | 派台歌曲成績（四台） | 派台歌曲成績（四台） | 派台歌曲成績（四台） | 派台歌曲成績（四台）                                                   | 派台歌曲成績（四台）                                                   |
| -------------------------- | ---------------------- | -------------------- | -------------------- | -------------------- | -------------------- | ---------------------------------------------------------------------- | ---------------------------------------------------------------------- |
| 唱片                       | 歌曲                   | 903                  | RTHK                 | 997                  | TVB                  | 備註                                                                   | 備註                                                                   |
| 2012年                     |                        |                      |                      |                      |                      |                                                                        |                                                                        |
| Robynn & Kendy             | 小說伴咖啡             | 2                    | 3                    | 4                    | ×                    | 出道作品                                                               | 出道作品                                                               |
| Robynn & Kendy             | 翻牆                   | 6                    | 4                    | 2                    | ×                    |                                                                        |                                                                        |
| Robynn & Kendy             | Sunset                 | -                    | -                    | -                    | ×                    |                                                                        |                                                                        |
| Robynn & Kendy             | 不用太趕               | 20                   | -                    | -                    | ×                    |                                                                        |                                                                        |
| Dear Diary                 | Say Goodbye            | 7                    | 5                    | 5                    | ×                    | 另派Back to Basics Version版本                                         | 另派Back to Basics Version版本                                         |
| 2013年                     |                        |                      |                      |                      |                      |                                                                        |                                                                        |
| Dear Diary                 | 陶瓷娃娃               | 1                    | 1                    | 1                    | ×                    | 首支三台冠軍歌 新城「勁爆兒歌榜」：1                                   | 首支三台冠軍歌 新城「勁爆兒歌榜」：1                                   |
| Dear Diary                 | 一顆星的故事           | 12                   | 8                    | 5                    | ×                    |                                                                        |                                                                        |
| Dear Diary                 | 無人島                 | -                    | -                    | -                    | x                    |                                                                        |                                                                        |
| Sail Away                  | LaLaLa                 | 1                    | 2                    | 1                    | ×                    | Featuring Ghost Style RTHK全球華語歌曲排行榜：1                        | Featuring Ghost Style RTHK全球華語歌曲排行榜：1                        |
| Sail Away                  | Gonna Be Okay          | 20                   | -                    | 5                    | ×                    |                                                                        |                                                                        |
| 2014年                     |                        |                      |                      |                      |                      |                                                                        |                                                                        |
| Sail Away                  | Sail Away              | 16                   | -                    | -                    | ×                    | RTHK全球華語歌曲排行榜：2                                              | RTHK全球華語歌曲排行榜：2                                              |
| Sail Away                  | 第十行星               | -                    | -                    | 5                    | ×                    |                                                                        |                                                                        |
| Picturesque                | 月湖                   | 12                   | 2                    | 2                    | -                    | 新城勁爆勵志‧兒歌榜：1                                                 | 新城勁爆勵志‧兒歌榜：1                                                 |
| Picturesque                | Not Just Another Girl  | 11                   | -                    | 3                    | ×                    |                                                                        |                                                                        |
| 2015年                     |                        |                      |                      |                      |                      |                                                                        |                                                                        |
|                            | 同進                   | -                    | -                    | -                    | ×                    | 香港賽馬會130週年誌慶主題曲                                            | 香港賽馬會130週年誌慶主題曲                                            |
| Picturesque                | 蝶亂飛                 | 15                   | 11                   | 4                    | ×                    |                                                                        |                                                                        |
| 如果·我不完美              | 新一天                 | 10                   | 2                    | 3                    | ×                    | 與林奕匡合唱 新城勁爆勵志‧兒歌榜：1                                    | 與林奕匡合唱 新城勁爆勵志‧兒歌榜：1                                    |
| 如果·我不完美              | 想怎樣（國）           | -                    | -                    | -                    | ×                    | 《陶瓷娃娃》國語版 Featuring 陳樂基@KillerSoap、鄧小巧                 | 《陶瓷娃娃》國語版 Featuring 陳樂基@KillerSoap、鄧小巧                 |
| 如果·我不完美              | 如果一天有25小時（國） | -                    | -                    | -                    | ×                    | 新城勁爆勵志‧兒歌榜：1 新城「音樂先鋒榜」：2                           | 新城勁爆勵志‧兒歌榜：1 新城「音樂先鋒榜」：2                           |
| 如果·我不完美              | 我不完美（國）         | 18                   | -                    | -                    | ×                    |                                                                        |                                                                        |
| 2017年                     |                        |                      |                      |                      |                      |                                                                        |                                                                        |
| CURATIONS                  | 負攝石                 | 1                    | 3                    | 1                    | ×                    |                                                                        |                                                                        |
| CURATIONS                  | 無敵                   | 5                    | 18                   | 5                    | ×                    | hmv PLAY 本週新歌排行榜：9                                             | hmv PLAY 本週新歌排行榜：9                                             |
| CURATIONS                  | Shout n' Cry           | 18                   | 13                   | -                    | ×                    |                                                                        |                                                                        |
| CURATIONS                  | 急救中                 | -                    | -                    | -                    | ×                    | RTHK全球華語歌曲排行榜：9                                              | RTHK全球華語歌曲排行榜：9                                              |
| CURATIONS                  | 世界對我們             | 1                    | 5                    | -                    | ×                    | 跨年上榜 加拿大至 HIT 中文歌曲排行榜：1                                | 跨年上榜 加拿大至 HIT 中文歌曲排行榜：1                                |
| 2018年                     |                        |                      |                      |                      |                      |                                                                        |                                                                        |
| 我做你 你做我 Stand By You | 你做我                 | -                    | -                    | -                    | ×                    | U記歌手合唱                                                            | U記歌手合唱                                                            |
| CURATIONS                  | 未來紀念館             | 1                    | 13                   | -                    | ×                    | 加拿大至 HIT 中文歌曲排行榜：1                                         | 加拿大至 HIT 中文歌曲排行榜：1                                         |
| CURATIONS                  | 青春終老               | 4                    | 3                    | 3                    | ×                    | 加拿大至 HIT 中文歌曲排行榜：5                                         | 加拿大至 HIT 中文歌曲排行榜：5                                         |
| CURATIONS                  | 荷光                   | 2                    | 3                    | 2                    | ×                    | 加拿大至 HIT 中文歌曲排行榜：1                                         | 加拿大至 HIT 中文歌曲排行榜：1                                         |
| 2019年                     |                        |                      |                      |                      |                      |                                                                        |                                                                        |
| CURATIONS                  | 明陣                   | 2                    | 10                   | 2                    | ×                    | 加拿大至 HIT 中文歌曲排行榜：7                                         | 加拿大至 HIT 中文歌曲排行榜：7                                         |
| 2020年                     |                        |                      |                      |                      |                      |                                                                        |                                                                        |
|                            | 紅白                   | 5                    | 6                    | -                    | ×                    | 以Robynn & Kendy名義派台的最後一首作品 加拿大至 HIT 中文歌曲排行榜：15 | 以Robynn & Kendy名義派台的最後一首作品 加拿大至 HIT 中文歌曲排行榜：15 |

| 各台冠軍歌總數 | 各台冠軍歌總數 | 各台冠軍歌總數 | 各台冠軍歌總數 | 各台冠軍歌總數 | 各台冠軍歌總數    | 各台冠軍歌總數    | 各台冠軍歌總數 |
| -------------- | -------------- | -------------- | -------------- | -------------- | ----------------- | ----------------- | -------------- |
| 四台           | 903            | RTHK           | 997            | TVB            | 備註              | 備註              | 備註           |
| 四台           | 5              | 1              | 3              | 0              | 三台冠軍歌總數：1 | 三台冠軍歌總數：1 |                |

- （*）上榜中
- （-）未能上榜
- （×）沒有派往該台，其中包括由於TVB與包括其所屬環球唱片的四大唱片公司的版稅紛爭

## 演出作品

### 主要公開演出
| 日期                     | 活動名稱 |
| ------------------------ | --- |
| 2011年9月4日             | Fullcup Music Cafe 小型音樂會                                                                                |
| 9月17日                  | 朗豪坊Live Stage 小型音樂會                                                                                  |
| 10月14日                 | Backstage Live Restaurant 小型音樂會                                                                         |
| 10月16日                 | Fullcup Music Cafe 小型音樂會                                                                                |
| 10月22日                 | 朗豪坊Live Stage 小型音樂會                                                                                  |
| 11月26日                 | 柴灣青年廣場《港專歌唱比賽》評判                                                                             |
| 12月10日                 | Backstage Live Restaurant：HTC Sensation XE/ XL with Beats Audio 試用會                                      |
| 12月23日                 | 沙田聯校聖誕舞會（Robynn缺席）                                                                               |
| 2012年2月16日            | 香港理工大學賽馬會綜藝館《Polyarts Acoustic Singing Contest 2012》                                           |
| 3月1日                   | 香港會議展覽中心HALL 5BC《ReImagine Leslie Cheung》音樂會                                                    |
| 3月27日                  | 香港大學梁銶琚樓《Acuvue敢·觀世界》宣傳活動                                                                  |
| 4月3日                   | 浸會大學逸夫校園學生宿舍廣場《Acuvue敢·觀世界》宣傳活動                                                      |
| 4月14日                  | 香港仔運動場《饑饉三十民歌基地》                                                                             |
| 4月27日                  | 亞洲電視《第9屆全球華語大學生影視獎頒獎典禮》                                                                |
| 5月1日                   | 大埔運動場《旋風大埔慶回歸暨區隊十周年》                                                                     |
| 5月13日                  | 藍灣廣場《Robynn & Kendy「翻牆」周圍唱》                                                                     |
| 5月19日                  | 黃金海岸商場《Robynn & Kendy「翻牆」周圍唱》                                                                 |
| 5月27日                  | 九龍灣國際展貿中心3/F演講廳《Robynn & Kendy Dream Together Live》音樂會 （並透過Google+ Hangouts作網上直播） |
| 6月3日                   | 屯門市廣場《Robynn & Kendy「翻牆」周圍唱》                                                                   |
| 6月8日                   | 中港城《Robynn & Kendy「翻牆」周圍唱》                                                                       |
| 6月10日                  | 屯門市廣場《ReImagine Leslie Cheung》音樂會 DVD 簽唱會                                                       |
| 6月16日                  | 朗豪坊 Live Stage 專輯《Robynn & Kendy》簽唱會                                                               |
| 6月21日                  | 九龍灣國際展貿中心6/F展覽廳3《Robynn & Kendy Dream Together Live - part 2》音樂會                            |
| 7月15日                  | 東涌文東路體育館 《離島區慶祝香港特區成立十五周年綜合匯演》                                                  |
| 7月19日                  | 天水圍天比高天黑黑盒 《天比高圍你音樂會》                                                                    |
| 7月26日                  | 銅鑼灣京士頓街 Adidas Originals Concept Store 宣傳活動                                                       |
| 7月27日                  | 灣仔伊利莎伯體育館 《灣仔區青年節2012啟動禮‧活力群星音樂會》                                                 |
| 7月28日                  | 尖沙咀海港城海運大廈 Ted Baker 宣傳活動                                                                      |
| 7月29日                  | 尖沙咀海港城海運大廈 Ted Baker 宣傳活動                                                                      |
| 8月6日                   | 灣仔香港會議展覽中心Hall 5BC 《新城綠色清純音樂會》                                                          |
| 8月10日                  | 灣仔香港會議展覽中心 演講廳 2 2012 香港高級視聽展《Robynn & Kendy 清新音樂聚會》                             |
| 8月10日                  | 九龍灣國際展貿中心6/F展覽廳3 《Hennessy Artistry - The Global Art of Mixing》                                |
| 8月19日                  | 廣州地王廣場地下三層中庭 《動感地帶2012Cover Star星學院》複賽                                                |
| 8月22日                  | 灣仔伊利莎伯體育館 《太陽計劃2012展翅青見夢飛行》                                                            |
| 8月30日                  | 沙田石門安景街龍舟協會訓練中心 《903 All Star運動會》                                                        |
| 9月2日                   | 德福廣場2期3樓中央廣場 《曲婉婷「Everything In The World」簽唱會》                                           |
| 9月5日                   | 旺角朗豪坊 《Adidas crew love party發佈會》                                                                  |
| 9月24日                  | 尖沙咀海港城港威商場大堂 Penny Black 宣傳活動                                                                |
| 9月30日                  | 沙田彭福公園 《彭福中秋家樂 FOLK》                                                                           |
| 10月3日                  | 亞洲國際博覽館 《Adidas Crew Love Party》                                                                    |
| 10月5日                  | 柴灣青年廣場2樓 Y-STUDIO 《EF Step Out LIVE》                                                                |
| 10月6日                  | 香港會議展覽中心一期Hall 3G 《SONY 感謝祭 2012》                                                             |
| 10月13日                 | 尖沙咀海港城港威商場 Penny Black 宣傳活動                                                                    |
| 10月23日                 | 德福廣場I期中央廣場 《新城慈善K唱遊2012》                                                                    |
| 11月4日                  | 亞洲國際博覽館ARENA 《新城極唱數碼音樂廳》                                                                   |
| 11月17日                 | 灣仔港灣道2號香港藝術中心 伯樂音樂學院 《合聲魔法》講座                                                      |
| 11月25日                 | 馬鞍山中央公園 - 交響魔幻劇場 《二千靚歌唱聚馬鞍山》                                                         |
| 12月1日                  | 紅磡置富都會商場 《2012 LIKE 好音樂大熱唱》                                                                  |
| 12月8日                  | E-Max music zone 《新城熱捧新星2012音樂會》                                                                  |
| 12月23日                 | 黃埔新天地時尚坊 《流行音樂超級小巨星大賽決賽》                                                              |
| 12月24日                 | 如心廣場露天廣場 《舞動荃城愛心迎聖誕 暨 超班新星爭霸戰》                                                    |
| 12月27日                 | 香港會議展覽中心 展覽廳 Hall 5BC 《新城勁爆頒獎禮2012》                                                      |
| 12月29日                 | 海洋公園 《我承諾‧青網大使繽Fun海洋夜》                                                                      |
| 12月31日                 | 維多利亞公園 《新城勁爆新人王 'Dreams Come True' 謝票活動》                                                  |
| 12月31日                 | 新蒲崗 Mikiki 《除夕倒數迎2013》                                                                             |
| 2013年1月19日            | 北角蘇浙公學 《Listen to Robynn & Kendy's Diary》新碟試聽會                                                  |
| 1月28日                  | 香港城市大學LT401《Robynn & Kendy “Dear Diary” 大學巡迴Mini Live》                                           |
| 1月30日                  | 香港大學 Global Lounge 《Robynn & Kendy “Dear Diary” 大學巡迴Mini Live》                                     |
| 1月31日                  | 樹仁大學 教學大樓LG 120 《Robynn & Kendy “Dear Diary” 大學巡迴Mini Live》                                    |
| 2月4日                   | 恆商管理學院N座教學大樓5/F N501《Robynn & Kendy “Dear Diary” 大學巡迴Mini Live》                             |
| 2月5日                   | 中環大昌影音陳列室 《Robynn & Kendy Unplug Live》                                                            |
| 2月23日                  | 大埔林村《香港許願節 2013 - 客家風情迎元宵晚會》                                                             |
| 2月27日                  | 香港理工大學賽馬會綜藝館《The Polyarts Acoustic Singing Contest 2013》決賽                                   |
| 2月28日                  | 香港理工大學學生宿舍3樓Common Area - 《ACUVUE 敢觀世界School Tour》                                          |
| 3月9日                   | 青衣城1樓夢幻島大堂 - 《強積金僱員自選安排活動日》                                                           |
| 3月13日                  | 香港會議展覽中心HALL 5BC - 《新城鑽動真情音樂會》                                                            |
| 3月20日                  | 香港城市大學 LT401《ACUVUE敢觀世界School Tour》                                                              |
| 3月23日                  | 九龍灣國際展貿中心 Emax Music Zone - 《 扶輪青年唱好和平音樂會 》                                            |
| 3月24日                  | 九龍公園露天廣場《同樂認識基本法親子嘉年華2013》                                                             |
| 3月25日                  | 柴灣青年廣場 Y-Theater《ALIVE singing contest 2013 (HKU space)》                                             |
| 3月27日                  | 奧海城2期地下主題中庭《音樂傾城張國榮"我願意"為慈善出力》                                                    |
| 4月7日                   | 香港仔運動場《飢饉三十閉幕音樂會》                                                                           |
| 4月8日                   | 中文大學善衡書院《1st SHHO Night未來衡動》                                                                   |
| 4月13日                  | 荃灣荃新天地二期高層地下中庭 - 《校際健康Rap歌唱作比賽決賽》                                                 |
| 4月15日                  | 香港城市大學 LT401 - 《Keeva X Aga校園巡迴Mini Live》                                                        |
| 4月20日                  | 朗豪坊 Live Stage 專輯《Dear Diary》2nd edition 簽唱會                                                       |
| 4月24日                  | 香港科技大學 Seafont Common Room《Keeva X Aga校園巡迴Mini Live》                                             |
| 5月2日                   | 香港大學莊月明樓Rm101《Keeva X Aga校園巡迴Mini Live》                                                        |
| 5月9日                   | 金鐘騰訊office《Robynn & Kendy X Keeva 騰訊微距Live007gig》                                                  |
| 5月18日                  | 香港電台1號錄音室《第24屆國際流行音樂大獎》                                                                  |
| 5月19日                  | 葵青劇院廣場《社區專題嘉年華系列—情迷黑膠》                                                                  |
| 6月13日                  | 美麗華酒店 Whisky 《BlackBerry 10 Celebration Mini Concer》                                                  |
| 6月17日                  | 九龍灣國際展貿中心 6F 展覽廳3 《飲食天王頒獎典禮2013》                                                       |
| 6月23日                  | 數碼港商場全天候廣 《全港大專生機械人大賽2013》                                                              |
| 7月6日                   | 葵芳新都會廣場三樓天晶館 《麥當勞叔叔之家慈善基金獎劵義賣宣傳日》                                            |
| 7月14日                  | 澳門 何黎婉華庇道演藝劇院 《栢蕙盃2013全澳青少年普通話歌唱大賽》                                             |
| 7月27日                  | 尖沙咀文化中心露天廣場C區 《香港青年協會家是香港-香港集作啟動禮 》                                           |
| 8月17日                  | 荃灣廣場 《FM Studio + Soliton Music Show》                                                                  |
| 9月13日                  | 北角蘇浙公學 《Alam Tam School Tour》                                                                        |
| 9月15日                  | 尖沙咀文化中心露天廣場C區 《UkeTogehter 6 》                                                                 |
| 9月18日                  | 灣仔鄧鏡波書院 《Alam Tam School Tour》                                                                      |
| 9月21日                  | 油塘大本型地下中庭 《保良局慈善獎券暨「愛心獻保良」屋邨屋苑籌款2013 開售剪彩禮》                             |
| 9月24日                  | 粉嶺禮賢會中學 《Alam Tam School Tour》                                                                      |
| 9月25日                  | 大角咀聖芳濟書院 《Alam Tam School Tour》                                                                    |
| 9月28日                  | 美麗華商場 《Gimme LiVe音樂節-Double 2hots》                                                                 |
| 10月4日                  | 香港理工大學 賽馬會綜藝館 《Daniel Ho Ukulele演奏會》                                                        |
| 10月10日                 | 九龍塘浸會大學教學及行政大樓2樓曾陳式如演講廳 《譚詠麟AlanTam 708090校園後 School Tour》                     |
| 10月11日                 | 香港理工大學香港專上學院 N201&N202室 《譚詠麟AlanTam 708090校園後 School Tour》                              |
| 10月15日                 | 香港城市大學LT401《譚詠麟AlanTam 708090校園後 School Tour》                                                  |
| 11月16日                 | 旺角西洋菜南街《"Robynn&Kendy號" 街頭表演》                                                                  |
| 11月16日                 | 尖沙咀海防道《"Robynn&Kendy號" 街頭表演》                                                                    |
| 11月28日                 | 九龍灣國際展貿中心3/F展覽廳2《Sail Away with Robynn & Kendy 2013》音樂會                                     |
| 12月1日                  | 九龍灣國際展貿中心 E-Max music zone 《新城熱捧新星2013音樂會》                                               |
| 12月7日                  | 紅磡置富都會商場 《2013 LIKE 好音樂大熱唱》                                                                  |
| 12月21日                 | 香港銅鑼灣維多利亞公園 《工展會2013節目：80新世代》                                                          |
| 12月24日                 | 海港城港威商場 《唱起香港 Singing Up Hong Kong 》                                                            |
| 12月25日                 | 新元朗中心一樓中庭 《星夢傳遞聖誕村》                                                                        |
| 12月25日                 | 尖沙咀文化中心露天廣場C區 《唱起香港 Singing Up Hong Kong》                                                  |
| 12月26日                 | 香港會議展覽中心HALL 5BC 《新城勁爆頒獎典禮 2013》                                                           |
| 12月29日                 | 大埔體育館《大埔職安健音樂會2013》                                                                           |
| 2014年3月2日             | 觀塘 APM 《EF STEP OUT singing contest 2014》                                                                |
| 3月5日                   | 柴灣青年廣場 《HPCCSU 歌唱比賽》                                                                             |
| 3月14日                  | 九龍灣國際展貿中心 E-Max music zone KILLERSOAP《月球背面的日光》音樂會                                       |
| 3月25日                  | 中環新海濱《HK Fan Zone Opening Night》                                                                      |
| 3月28日                  | 伊利沙伯體育館表演場《2014 國際無伴奏音樂盛典》                                                              |
| 3月29日                  | 伊利沙伯體育館表演場《2014 國際無伴奏音樂盛典》                                                              |
| 4月19日                  | 荃新天地2高層地下中庭《樂聲諧和大自然》                                                                      |
| 5月12日                  | 柴灣青年廣場《青年五月計劃》                                                                                 |
| 5月23日                  | 銅鑼灣 Yahoo Townhall《Yahoo Mini Gig (林奕匡開樂禮)》                                                       |
| 6月7日                   | 澳門威尼斯人金光綜藝館《環球Summer Hits音樂》                                                                |
| 6月28日                  | 廣州恆寶廣場廣東廣播電視台《夏日繽紛星行動》                                                                 |
| 7月26日                  | 香港會議展覽中心1號展廳《香港動漫電玩節 - 神魔歌 Sing 匯》                                                   |
| 9月19日                  | 北京東方新天地 KOOKAI 《Soul sister 閨密派對》                                                               |
| 9月21日                  | 深圳萬象城 KOOKAI 《Soul sister 閨密派對》                                                                   |
| 10月24日 - 11月1日       | 沙田大會堂 舞台劇 《勁金歌曲3 - 請您記住我》                                                                 |
| 10月28日                 | 朗豪坊 4 樓 《茶木微電影《茶木戀碼》首影暨 Picturesque 簽名會》                                              |
| 11月11日                 | 紅磡香港體育館《2014 中國好聲音香港演唱會》                                                                  |
| 11月17日                 | 中國江西萍城《華美之夜好聲音群星演唱會》                                                                     |
| 11月20日                 | 中環 HMV Ideal《Picturesque 簽唱會》                                                                         |
| 11月22日                 | 中國上海家樂福武寧店《玉蘭油多效修護霜免費換領 上海站》                                                      |
| 11月28日                 | 中國江門體育館《越秀星匯名庭 2014 中國好聲音 江門演唱會》                                                    |
| 12月7日                  | 馬鞍山廣場《2014 LIKE好音樂大熱唱》                                                                          |
| 12月14日                 | 中國廣州體育館《音樂先鋒榜 2014 年度演唱會》                                                                 |
| 12月14日                 | 大平山頂《寰宇希望千個聖誕老人慈善跑》                                                                       |
| 12月21日                 | 九龍灣零碳天地《零碳起動 清新音樂會》                                                                        |
| 12月26日                 | 香港會議展覽中心HALL 5BC《新城勁爆頒奬禮 2014》                                                              |
| 12月31日                 | 廣州天河體育中心體育場《Give Me Five 奔跑吧 2015 廣州跨年演唱會》                                            |
| 12月31日                 | 佛山嶺南天地鯉魚廣場《2015 count down night 跨年星光夜音樂潮星倒數派對》                                     |
| 2015年1月10日            | 沙田馬場 《130週年賽馬日》                                                                                   |
| 2015年3月18日            | 九龍灣國際展貿中心 E-Max Music Zone 《Jason Chen Asia Tour》                                                 |
| 2015年4月4日             | 沙田馬場 《同心同步同樂日》                                                                                  |
| 2015年4月5日             | 沙田馬場 《同心同步同樂日》                                                                                  |
| 2015年4月11日            | 中國廣州地王廣場 《支持文明攜帶寵物進場》 一周年慶 Robynn & Kendy - Picturesque 見面會                       |
| 2015年4月18日            | 尖沙咀 iSquare HMV 《UMC shop promotion tour》                                                               |
| 2015年4月19日            | 九龍灣國際展貿中心 Star Hall 《暗中作樂》 音樂會                                                             |
| 2015年6月5日             | 銅鑼灣希慎廣場 《Apple Store 音樂現場》                                                                      |
| 2015年6月20日            | 成都保利 198 公園 聯想樂檬手機 618 Party On 《京東音樂節》                                                   |
| 2015年7月4日             | 葵芳新都會廣場 《夏日麥麥顯愛心 2015》                                                                       |
| 2015年7月10日            | 香港君悅酒店宴會大禮堂 《2014/2015 香港賽馬會冠軍人馬獎頒獎典禮》                                            |
| 2015年7月14日            | 觀塘 APM 《APM 放榜前的一個晚上》                                                                            |
| 2015年7月18日            | 旺角麥花臣室內場館 《Rock Music Charity Concert》                                                            |
| 2015年8月1日             | 中國梅州 奧園半島一號 《跨境電商新聞發佈會》                                                                 |
| 2015年8月15日            | 中國梅縣文體中心 《為你圓夢我們在路上 2015 年愛心音樂會》                                                    |
| 2015年8月30日            | 紅磡香港體育館 《 Summer Pop Live in Hong Kong 2015香港夏日流行音樂節 - 創意綻放》                           |
| 2015年9月1日             | 香港會議展覽中心HALL 5BC 《第二屆粵語歌曲排行榜頒獎典禮》                                                    |
| 2015年9月8日             | 上海万和昊美艺术酒店《第七届报喜鸟新锐艺术人物评选暨华服定制节》                                             |
| 2015年9月12日            | 旺角地鐵站天橋《顧芮寧 Elaine Koo 隨心流浪 Busking Tour 》                                                   |
| 2015年9月12日            | 旺角麥花臣場館《人和暢旺油尖旺四分區歌唱比賽 「我要做歌手@油尖旺」決賽》                                     |
| 2015年9月17日            | 南京視覺藝術職業學院《如果·我不完美 校園巡演》- 南京站                                                       |
| 2015年9月17日            | 南京南航金城學院《如果·我不完美 校園巡演》- 南京站                                                           |
| 2015年9月22日            | 武漢陽光校區武漢紡織大學《如果·我不完美 校園巡演》- 武漢站                                                   |
| 2015年9月24日            | 西安翻譯學院《如果·我不完美 校園巡演》- 西安站                                                               |
| 2015年9月25日            | 成都東軟學院《如果·我不完美 校園巡演》- 成都站                                                               |
| 2015年10月16日           | 廣州太陽新天地 8/F《如果·我不完美 Tour 廣州站》                                                              |
| 2015年10月21日           | 廣西國際商務職業技術學院國際貿易系《如果·我不完美 校園巡演》- 廣西站                                         |
| 2015年10月29日           | 台灣苗栗縣君毅高級中學 《如果·我不完美 校園巡演》- 台灣苗栗站                                                |
| 2015年10月30日           | 台灣台北市文化大學-陽明山校區 《如果·我不完美 校園巡演》- 台灣台北站                                         |
| 2015年11月20日, 11月21日 | 吉隆坡 Wings Musicafe Bandar Puteri 《如果·我不完美 校園巡演》- 馬來西亞站                                   |
| 2015年12月5日            | 廣州國際體育演藝中心 《音樂先鋒榜2015年度頒獎典禮》                                                          |
| 2015年12月26日           | 香港會議展覽中心HALL 5BC《新城勁爆頒獎禮 2015》                                                              |
| 2016年1月6日             | 九龍灣國際展貿中心 Star Hall《第三十八屆十大中文金曲頒奬音樂會》                                             |
| 2016年5月17日            | 廣州長隆水上樂園《2016廣州雪碧唱爽夏日音樂會》                                                               |
| 2016年6月10,11日         | 紅磡香港體育館《盧冠廷 Beyond Imagination Concert Live 2016》                                                |
| 2016年8月28日            | 香港青年協會賽馬會 Media 21 媒體空間《玩 Live K @多媒體音樂營》                                              |
| 2016年10月29日           | 杭州西湖太子灣公園《第十一屆西湖音樂節》                                                                     |
| 2016年11月18日           | 澳洲 Sports Centre Sydney Olympic Park NSW 2127 《孫楠2016《樂在其中》世界巡迴演唱會悉尼站》                 |
| 2016年11月19日           | 澳洲雪梨 Western hotel《第八國際華語電影節頒獎典禮》                                                         |
| 2016年11月26日           | D2 Place一期2樓 “The Space” 市集《MOOV Music Break x Robynn & Kendy》                                        |
| 2016年12月3日            | 數碼港三座E區三樓會會議廳 《TEDxYouth HongKong 2016》                                                        |
| 2016年12月8日            | 深圳南山區保利劇院《歲月如歌群星演唱會》                                                                     |
| 2017年1月7日             | 尖沙咀港威商場四樓露天平台《Joox Music in the City》                                                         |
| 2017年1月18日            | 尖沙咀 CafeHillywood《負攝石 Single Launch》小型音樂會                                                       |
| 2017年2月28日            | 大埔文娛中心演奏廳《青春歲月二十載音樂會》                                                                   |
| 2017年3月11日            | 旺角朗豪坊《Robynn and Kendy Beauty And The Beast Busking》                                                  |
| 2017年3月11日            | 灣仔利東街《Robynn and Kendy Beauty And The Beast Busking》                                                  |
| 2017年4月4日             | 海洋公園《Chill Out @ The South》                                                                            |
| 2017年4月8日             | 江西吉安保利劇院《萬豪名車情桌樂》群星演唱會                                                                 |
| 2017年5月2日             | St. Joseph's College 《St. Joseph's College ITQ 2017》                                                       |
| 2017年5月7日             | 尖沙咀天星碼頭 《Kinder Bueno Busking》                                                                      |
| 2017年5月7日             | 銅鑼灣時代廣場 《Kinder Bueno Busking》                                                                      |
| 2017年5月28日            | 赤柱廣場 天幕廣場 《無煙加油站 精靈健康 音樂領航》                                                           |
| 2017年6月2日             | 九龍灣國際展貿中心展覽廳2 《Robynn ＆ Kendy & Friends音樂會2017》                                            |
| 2017年7月15日            | 美麗華商場 《Gimme LiVe音樂節-Gimme5》                                                                       |
| 2017年7月29日            | 廣州天河體育中心體育場 《廣州星浩卓樂音樂會》                                                                |
| 2017年8月3日             | 鰂魚涌 太古坊多盛大廈1樓《Taikoo Place Project After 6 Busking》                                             |
| 2017年8月9日             | 香港會議展覽中心HALL 5BC《華語金曲獎頒獎禮2017》                                                             |
| 2017年8月10日            | 鰂魚涌太古坊多盛大廈1樓《Taikoo Place Project After 6 Busking》                                              |
| 2017年8月17日            | 鰂魚涌太古坊林肯盛大廈《Taikoo Place Project After 6 Busking》                                               |
| 2017年8月20日            | 灣仔合和中心 1563 at the East《KKBOX x 1563 Taste of Music》                                                 |
| 2017年8月24日            | 鰂魚涌太古坊林肯盛大廈《Taikoo Place Project After 6 Busking》                                               |
| 2017年9月7日             | 鰂魚涌港島東中心《Taikoo Place Project After 6 Busking》                                                     |
| 2017年9月12日            | 紅磡嘉里酒店《Youtube Fanfest Showcase》                                                                     |
| 2017年9月14日            | 鰂魚涌港島東中心《Taikoo Place Project After 6 Busking》                                                     |
| 2017年9月21日            | 鰂魚涌港島東中心《Taikoo Place Project After 6 Busking》                                                     |
| 2017年9月24日            | 海寧鹽官觀潮勝地公園白石台廣場《第八屆海寧潮音樂節》                                                         |
| 2017年10月7日            | 將軍澳 Pop corn 1樓中央廣場《NM+・PopCorn Let’s Run 2017》                                                   |
| 2017年11月11日           | 粉嶺遊樂場 《禁毒滅罪耀北區2017》                                                                            |
| 2017年11月25日           | 尖沙咀天星碼頭 busking                                                                                       |
| 2017年12月29日           | 灣仔伊利沙伯體育館 《Robynn & Kendy Reflection Live》                                                        |
| 2018年2月13日            | 香港教育大學《鄧小巧 - Inner Voice College Tour 第四站》                                                     |
| 2018年3月11日            | 海洋公園《海洋公園歌酒節 - 本地狂熱音樂會》                                                                  |
| 2018年4月8日             | 香港仔運動場《饑饉30 饑饉音樂之旅》                                                                          |
| 2018年4月13日            | 香港大學 Happy Park《UMversity Music Live 第一站》                                                           |
| 2018年4月16日            | 香港理工大學 Logo Square《UMversity Music Live 第二站》                                                      |
| 2018年4月18日            | 香港中文大學 文質廣場《UMversity Music Live 第三站》                                                         |
| 2018年4月18日            | 銅鑼灣時代廣場《Joox Times Square Music Room》                                                               |
| 2018年7月7日             | 荃新天地2期《ViuTV Good Night Show 全民睇波派對》                                                            |
| 2018年7月13日            | 將軍澳新都城中心2期《愛心滿東華免費醫療服務捐助計劃》啟動禮                                                  |
| 2018年7月21日            | 美麗華商場 《Gimme LiVe 2018 - Jam Together》                                                                |
| 2018年8月12日            | 荃景圍體育館《遊戲權利您有SAY嘉年華2018》                                                                    |
| 2018年8月25日            | 銅鑼灣 HMV KAFE《愛心滿東華 X 街道音樂會@HMV KAFE》                                                          |
| 2018年9月9日             | 香港會議展覽中心 展覽廳5BC《The Club獨家呈獻環球高歌陳百強演唱會》                                           |
| 2018年9月20日            | 鰂魚涌港島東中心《Taikoo Place Project After 6 Busking》                                                     |
| 2018年10月11日           | 香港大學《MOOV 撻著校園 音樂擂台 香港大學站》                                                                |
| 2018年10月18日           | 鰂魚涌太古坊多盛大廈1樓《Taikoo Place Project After 6 Busking》                                              |
| 2018年11月1日            | 鰂魚涌港島東中心《Taikoo Place Project After 6 Busking》                                                     |
| 2018年11月13日           | 中還大館《OSC 2018 Opening Ceremony》                                                                        |
| 2018年11月14日           | 尖沙嘴誠品生活《Joox 慢活音樂 Live Your Music》                                                              |
| 2018年11月24日           | 清遠體育館《第五屆粵語歌曲排行榜頒獎典禮》                                                                   |
| 2018年12月3日            | 灣仔 1563 at the East 《好女孩一夜情歌音樂會》                                                               |
| 2018年12月9日            | 清水灣鄉村俱樂部 《CWB RED CHRISTMAS FEST 2018》                                                             |
| 2018年12月15日           | 銅鑼灣希慎道33號利園一期 《LOVE is Nearby 聖誕街頭派對》                                                     |
| 2018年12月15日           | 尖沙咀海港城港威商場地下《Christmas Joy Maker》                                                              |
| 2018年12月22日           | 香港科學園 (大廣場)《我們正在音樂節》市集 Acoustic Set                                                       |
| 2018年12月29日           | 灣仔會議展覽中心Hall5BC 《新城勁爆頒獎禮2018》                                                               |
| 2019年3月1日             | 旺角麥花臣場館 《HIS70ry 齊唱。吳秉堅之歌。自傳第一樂章》                                                    |
| 2019年3月2日             | 荃灣荃新天地2期 《3.8女青日2019》                                                                            |
| 2019年3月2日             | 旺角麥花臣場館 《HIS70ry 齊唱。吳秉堅之歌。自傳第一樂章》                                                    |
| 2019年3月9日             | 太古誠品生活 《JOOX LIVE YOUR MUSIC慢活音樂》特別場                                                          |
| 2019年4月19日            | 香港電台 《全港中學生英語演講比賽2019》                                                                      |
| 2019年5月14日            | 中環香港美利酒店 marie claire 《國際美妝大獎暨第14屆大中華特別獎》                                           |
| 2019年6月6日             | 牛池灣文娛中心 《HKUSPACE CCSU Singing Contest》                                                             |
| 2019年6月22日            | 大館 洗衣場石階《周六階聲作樂》                                                                              |
| 2019年6月30日            | 中環 LOFT22《蘭桂坊Music Lounge音樂空間》                                                                    |
| 2019年8月9日             | 灣仔會議展覽中心4樓 君爵廳 Chancellor Room《2019香港高級視聽展》                                             |
| 2019年8月25日            | 中環海濱活動空間《The Gaarden X 賞想文創節》                                                                 |
| 2019年8月29日            | 灣仔合和中心 1563 at the East 馮顈琪 《再彳亍》音樂分享會                                                    |

## 獎項
- 新城勁爆頒獎禮2012 - 新城勁爆新人王（創作組合）
- 新城勁爆頒獎禮2012 - 新城勁爆原創歌曲《小說伴咖啡》
- 2012年度叱咤樂壇流行榜頒獎典禮 - 叱咤樂壇生力軍組合金獎
- 全港民意流行音樂頒獎禮2012 - 最受歡迎組合新人獎
- 2012年度SINA Music樂壇民意指數頒獎禮 - 我最喜愛新組合
- 第三十五屆十大中文金曲頒奬音樂會 - 最有前途新人獎銅獎
- 新城勁爆頒獎禮2013 - 新城勁爆組合
- 新城勁爆頒獎禮2013 - 新城勁爆原創歌曲《LaLaLa》
- 2013年度叱咤樂壇流行榜頒獎典禮 - 叱咤樂壇組合銅獎
- 新城勁爆頒獎禮2014 - 新城勁爆全國偶像
- 新城勁爆頒獎禮2014 - 新城勁爆原創歌曲《月湖》
- 新城勁爆頒獎禮2015 - 新城勁爆全國組合
- 新城勁爆頒獎禮2015 - 新城勁爆歌曲《如果一天有25小時》
- 第三十八屆十大中文金曲頒奬音樂會 - 全國最佳歌手獎(組合)
- 第五屆粵語歌曲排行榜頒獎典禮（2018）- 最受歡迎創作組合獎
- 第四十一屆十大中文金曲頒獎典禮 - 最佳樂隊組合獎(銅獎)
- 新城勁爆頒獎禮2018 - 勁爆組合

## 外部連結
- YouTube上的Robynn & Kendy頻道
- Robynn Yip的Facebook專頁
- Robynn Yip的Instagram帳戶
- Kendy Suen的Facebook專頁
- Kendy Suen的Instagram帳戶
- Robynn & Kendy官方iPhone App（页面存档备份，存于）